# Saudijsko geografsko društvo
Saudijsko geografsko društvo (arap. الجمعية الجغرافية السعودية, Aj-jam'aiya Aj-joġrafïya as-Saʻūdiyya), znanstveno društvo sa sjedištem na Kraljevskom saudijskom sveučilištu u Rijadu u Kraljevini Saudijskoj Arabiji, te neprofitna organizacija za radnike i stručnjake u geografiji. Nedavno je za predsjednika izabran prof. Muhamed Sh. Makki.
Društvo je do 2005. okupljalo 251 člana podijeljenog u 5 istraživačkih grupa.

## Povijest
Prva sjednica Opće skupštine zbila se 22. prosinca 1984. godine. Ratificiralo ju je Vijeće za visoko obrazovanje Saudijske Arabije pod kategorijom istraživačkih društava koja djeluju pri nacionalnim sveučilištima. Prethodno su mnoga geografska udruženja djelovala u sklopu saudijskih sveučilišta. Ova su se udruženja povezala u recentno "Društvo" koje se pridružilo Međunarodnoj geografskoj uniji.

## Publikacije
Društvo publicira dvojezični (arapsko-engleski) dvogodišnji znanstveni časopis pod naslovom "The Arabian Journal of Geographical Information Systems" ("Arapski časopis o geografskim informacijskim sustavima") (ISSN:1425/2502). Godišnji bilten koji također publicira društvo pod nazivom The Newsletter of Saudi Geographical Society fokusira se više na unutarnja pitanja i vijesti o novim publikacijama, skupovima i aktivnostima u organizaciji društva i njegovih partnera.
SGD također tiska profesionalne visokokvalitetne karte te upravlja bazama podataka s geografskim podacima na svojem serveru.

## Vanjske poveznice
- Službeni website SGD-a  Arhivirana inačica izvorne stranice od 12. lipnja 2007. (Wayback Machine)